# 센주 토비라마
센주 토비라마(일본어: 千手 扉間)는 만화 《나루토》의 등장인물이다.
성우: 호리우치 켄유 / 이상범
초대 호카게 센쥬 하시라마의 동생이자 3대 호카게 사루토비 히루젠의 스승이며 수둔의 달인이라 불린다. 초대 호카게와 함께 나뭇잎 마을을 세우며, 마을의 초석을 다진 인물로 예토전생과 시공간인술 등 각종 술법을 연구하고 개발하였다. 또한 중급닌자시험 제도와 마을의 치안경비 업무를 담당하는 경무부대도 설치하였다. 금각, 은각 형제에게 살해당한다.
1부의 오로치마루의 《나뭇잎 부수기》 때 예토전생된 이후 질풍전에서 또 오로치마루에 의해 예토전생된다. 자주 쓰는 전술은 일부로 밀리는 척을 해서 상대를 방심하게 한 뒤, 비뢰신으로 날아가 단칼에 베어버리는 것이다. 기폭찰을 잘 다뤘으며, 예토전생의 창시자이기도 하다.